# Process.h

process.h는 스레드와 프로세스 작업에 쓰이는 함수 정의와 매크로가 포함된 C 언어의 헤더 파일이다. ANSI/ISO C나 POSIX 표준에서는 헤더 파일 또는 함수가 구현되어 있지 않다. 수많은 C 컴파일러는 도스, 윈도우 3.1x, Win32, OS/2, 넷웨어, 도스 익스텐더에 적용할 자신의 라이브러리의 헤더 파일과 라이브러리 함수에 타겟이 맞춰져 있다.

## 역사
첫 파일 참조는 1986년 10월 26일에 돌아간 Net.Micro.PC 유즈넷의 포스트에 있다. 컴파일러는 마이크로소프트 C 컴파일러 3.0 버전에 사용되었다. Lattice C 컴파일러 3.30 (1988년 8월 24일)은 헤더 파일을 갖지 않고, 유사한 함수가 제공된다. 볼랜드에서는 헤더 파일이 터보 C 컴파일러 2.01 버전에서 제공된다. C 웨어-퍼스널 C 컴파일러 1.2c 버전 (6월 1989)는 ANSI 헤더 파일만을 갖는다.

## 멤버 함수
| 이름                               | 내용 | 적용 운영 체제     |
| ---------------------------------- | --- | ------------------ |
| execl, execle, execlp, execlpe     | 부모 프로세스가 이전에 할당받은 메모리에 위치한 자식 프로세스를 로드하고 실행한다. 개별적으로 매개변수를 들어간다.         | DOS,Win,OS/2,POSIX |
| execv, execve, execvp, execvpe     | 부모 프로세스가 이전에 할당받은 메모리에 위치한 새 자식 프로세스를 로드하고 실행한다. 매개변수는 포인터의 배열로 들어간다. | DOS,Win,OS/2,POSIX |
| spawnl, spawnle, spawnlp, spawnlpe | 자식 프로세스를 로드하고 실행한다. 개별적으로 매개변수를 들어간다.                                                         | DOS,Win,OS/2       |
| spawnv, spawnve, spawnvp, spawnvpe | 새 자식 프로세스를 로드하고 실행한다. 매개변수는 포인터의 배열로 들어간다.                                                 | DOS,Win,OS/2       |
| beginthread, beginthreadNT         | 현재 프로세스 동안 실행에 관한 새 스레드를 만든다.                                                                         | Win,OS/2           |
| endthread                          | beginthread로 만들어진 프로세스를 종료한다.                                                                                | Win,OS/2           |
| getpid                             | 프로세스 식별자를 반환한다.                                                                                                | DOS,Win,OS/2       |
| cexit                              | 시작 코드에 의해 변경된 인터럽트 벡터를 원래대로 되돌린다.                                                                 | DOS,Win,OS/2       |

## 멤버 상수
| 이름                  | 내용                                                                             | 비고                                                          | 운영 체제         |
| --------------------- | -------------------------------------------------------------------------------- | ------------------------------------------------------------- | ----------------- |
| _P_WAIT               | 자식 프로세스가 실행이 끝날 때까지 부모 프로세스를 차단한다.                     | 동기 스폰.                                                    | MS-DOS,Win32,OS/2 |
| _P_NOWAIT, _P_NOWAITO | 동시에 호출된 프로세스를 새 프로세스에 실행 하는 것을 계속한다.                  | 비동기 스폰                                                   | Win32,OS/2        |
| _P_OVERLAY            | 부모 프로세스가 자식 프로세스에 덮어쓰기 할 경우, 부모 프로세스를 강제 종료한다. | exec* 함수와 같은 효과를 가진다.                              | MS-DOS,Win32,OS/2 |
| _P_DETACH             | 콘솔이나 키보드로 액세스하지 않고 자식이 백그라운드에서 실행된다.                | 새 프로세스가 실패하는 동시에 _cwait를 호출한다. 비동기 스폰. | Win32,OS/2        |
| _WAIT_CHILD           | cwait 동작에 사용된다.                                                           | Win32에는 쓰이지 않는다.                                      | MS-DOS,OS/2       |
| _WAIT_GRANDCHILD      | cwait 동작에 사용된다.                                                           | Win32에는 쓰이지 않는다.                                      | MS-DOS,OS/2       |

## 구현
어떤 표준도 없이 구현된 것을 감안하여 각 컴파일러의 헤더 파일에 따라 사용해야 한다. 아래는 process.h을 지원하는 컴파일러 목록이다.
- DJGPP[2][3]
- 오픈왓컴(OpenWatCom)[4][5]
- 디지털 마르스[6][7]
- MinGW[8]
- 마이크로소프트 비주얼 C++[9]
- 볼랜드 터보 C, 2.0 이후 버전[10][11]
- Lcc32[12]
- QNX Neutrino QCC 6.x[13]

## 차이점
한편 exec*와 spawn* 매개변수의 혼합 길이가 변경될 수도 있다.
- Delorie DJGPP : 제한을 가지지 않는다.[14]
- 디지털 마르스 : 최댓값이 128바이트이며 '\0' 문자로 끝내야 될 필요는 없다.
- 마이크로소프트 비주얼 C++ : 새 프로세스의 매개변수는 반드시 1024 바이트를 넘지 않아야 된다.[15]

## 참조
1. ↑  First reference to process.h[깨진 링크(과거 내용 찾기)], groups-beta.google.com
2. ↑  Delorie.com
3. ↑  DJGPP process.h, delorie.com
4. ↑  “Openwatcom.org”. 2015년 3월 17일에 원본 문서에서 보존된 문서. 2015년 3월 17일에 확인함.
5. ↑  OpenWatcom clib 보관됨 2006-10-11 - 웨이백 머신, openwatcom.org
6. ↑  DigitalMars.com
7. ↑  Digital Mars process.h, digitalmars.com
8. ↑  “MinGW.org”. 2006년 8월 28일에 원본 문서에서 보존된 문서. 2011년 2월 19일에 확인함.
9. ↑  “MSDN.Microsoft.com”. 2007년 7월 7일에 원본 문서에서 보존된 문서. 2011년 2월 19일에 확인함.
10. ↑  “Borland.com”. 2012년 11월 5일에 원본 문서에서 보존된 문서. 2012년 11월 5일에 확인함.
11. ↑  C version 2.01 보관됨 2011-07-10 - archive.today, dn.codegear.com
12. ↑  CS.Virginia.edu
13. ↑  QNX.com
14. ↑  DJGPP spawn*, delorie.com
15. ↑  Microsoft MSDN, msdn.microsoft.com